# Teiu
Teiu là một xã thuộc hạt Argeș, România. Dân số thời điểm năm 2002 là 1877 người.